# 下関街道
下関街道（かかんがいどう）は、南京市鼓楼区の街道。現行行政地名は下関街道熱河路社区、下関街道多倫路社区などの社区8個がある。

## 歴史沿革
2002年2月、車站街道と中山橋街道が合併して閲江楼街道が発足。
2013年2月8日、下関区が撤廃し、鼓楼区に編入することに伴い、2018年3月19日、閲江楼街道が下関街道に変更する。

## 行政区画
8街道を管轄する。
| 番号 | 社区名     | 番号 | 社区名       |
| ---- | ---------- | ---- | ------------ |
| 01   | 熱河路社区 | 05   | 塩大街社区   |
| 02   | 多倫路社区 | 06   | 東炮台社区   |
| 03   | 唐山路社区 | 07   | 商埠街社区   |
| 04   | 新民門社区 | 08   | 世茂浜江社区 |

## 観光地
・中山埠頭：
・閲江楼：江南四大名楼の一つである。1360年（至正20年）朱元璋が盧龍山（獅子山）が8万の伏兵により陳友諒の40万の軍を打ち破り明朝の基礎を築いた。1374年（洪武7年）に朱元璋は盧龍山を獅子山と改称、閲江楼建設の詔勅が出されたが建設は突如中断され600年余りの歳月が流れた。
・繍球公園：
・古静海寺：明永楽9年（1411年）に永楽帝が鄭和の南海遠征を記念して建立し、この時に「静海」の名を賜った。「静海」には「四海平静，天下太平」の意味が込められている。1840年6月に清と英国の間でアヘン戦争が始まり、1842年には英軍に南京を占領され清は英国との協議を迫られ静海寺で8月12,13,14,24日に4回の会談が行われ、8月29日に英艦隊旗艦上で正式に南京条約が締結された。これは中国が初めて結んだ不平等条約であった。
・天妃宮：媽祖を祭祀する廟所。天妃宮は明の永楽5年（1407年）に建立された。正徳12年（1517年）は天妃宮を重修した。1937年に大日本帝国陸軍が南京市を占領し、天妃宮は全部建物が壊され、天妃宮碑だけが残された。鄭和下西洋600周年を記念して、2004年7月、南京市人民政府は天妃宮の再建を始めた。2005年5月3日、天妃宮が落成し、5月4日に公開された。
・明城牆：
・挹江門：
・江南水師学堂：
・渡江勝利記念碑：
・渡江勝利記念館：

## 施設
・介護施設：
・図書館：

### 交通
・地下鉄の駅：

### 教育
・大学：
・中学：南京市第十二中学
・小学：天妃宮小学

### 医療
・病院：

### 娯楽
・体育館：